# Nasim (Sängersklavin)
Nasim (arabisch نسيم, geb. im 8./9. Jahrhundert; gest. nach 828) war eine Sängersklavin im Abbasiden-Kalifat.

## Leben
Nasim war eine Muwallada – von ethnisch gemischter Herkunft – und gehörte als Sklavin dem Wesir und Schreiber Ahmad bin Yusuf al-Katib (gest. 828), der die Korrespondenz des fünften Abbasiden-Kalifen Harun al-Raschid verantwortete. Später wurde er zudem Leiter des Diwan al-rasa'il des siebten Abbasiden-Kalifen al-Ma'mun.
In den Quellen wird Nasim als schöne und talentierte Sängerin beschrieben, vermutlich wurde sie von ihrem Besitzer Ahmad bin Yusuf al-Katib selbst unterrichtet. Ihre Korrespondenz zeugt zudem davon, dass Nasim in ihn verliebt war. Als ihr Herr im Jahr 828 starb, war sie untröstlich.

## Rezeption
In der klassisch-arabischen Literatur wird sie unter anderem bei Abū l-Faradsch al-Isfahānī (897–967) und in Ibn Fadlallah al-Umaris (1301–1349) Hauptwerk, dem Lexikon Masālik al-abṣār fī mamālik al-amṣār in seinem Kapitel über bekannte Sängersklavinnen erwähnt.

### Arabische Primärquellen
- Ibn Fadlallah al-Umari (1301–1349): Masālik al-abṣār fī mamālik al-amṣār. Ins Deutsche übersetzt von Yasemin Gökpinar: Der ṭarab der Sängersklavinnen: Masālik al-abṣār fī mamālik al-amṣār von Ibn Faḍlallāh al-ʿUmarī (gest. 749/1349): Textkritische Edition des 10. Kapitels Ahl ʿilm al-mūsīqī mit kommentierter Übersetzung, Ergon Verlag, Baden-Baden 2021.

### Sekundärliteratur
- Fuad Matthew Caswell: The Slave Girls of Baghdad – The Qiyan in the Early Abbasid Era. I. B. Tauris, London 2011.
- Yasemin Gökpinar: Der ṭarab der Sängersklavinnen: Masālik al-abṣār fī mamālik al-amṣār von Ibn Faḍlallāh al-ʿUmarī (gest. 749/1349): Textkritische Edition des 10. Kapitels Ahl ʿilm al-mūsīqī mit kommentierter Übersetzung, Ergon Verlag, Baden-Baden 2021.